# 沈北街道
沈北街道，是中华人民共和国辽宁省沈阳市沈北新区下辖的一个乡镇级行政单位。

## 行政区划
沈北街道下辖以下地区：
五五社区、新南社区、户心社区、颇家社区、新城堡一社区、新城堡二社区、新城堡三社区、新城堡四社区、六王社区、新城社区、西五旗社区、王驿社区、道树子社区、七家子社区、高力屯社区、大洋河社区、南台社区、二台子社区、侯三家子社区、新台子社区、北四家子社区和张家堡社区。